# Microregiunea Szombathely
Microregiunea Szombathely (în maghiară Szombathelyi kistérség) a fost o microregiune statistică (kistérség) din județul Vas, Ungaria.
Cu o populație de 113.063 locuitori și o suprafață de 646,36 km2, aceasta a existat până în 2014, când în Ungaria, microregiunile ”kistérségek” au fost înlocuite de districte (járások).